# Albert Exler
Albert Exler (geboren 4. Juli 1910 in Weigelsdorf, Österreich-Ungarn; gestorben 9. Dezember 1990) war ein deutscher Journalist. 

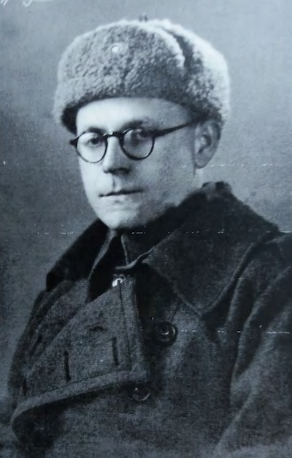
Albert Exler als Soldat in Finnland (1940)

## Leben
Albert Exler war ein Sohn des Schlossers Albert Exler und der Katharina Axmann. Er hatte sechs Geschwister, sein Bruder Adolf wurde 1944 von den Nationalsozialisten ermordet. Exler wurde Arbeiter in einer Papierfabrik, wurde Gewerkschaftsmitglied, schloss sich mit 16 Jahren der Sozialistischen Jugend der Deutschen sozialdemokratischen Arbeiterpartei in der Tschechoslowakischen Republik (DSAP) an und wurde deren Obmann im Kreis Sternberg. Er erlernte 1929 bei der sozialdemokratischen Zeitung Volkswacht in Troppau das journalistische Handwerk und schrieb für verschiedene deutschsprachige sozialdemokratische Lokalzeitungen. Von 1932 bis 1934 leistete er Wehrdienst in der Tschechoslowakischen Armee und wurde während der Mobilisierung 1938 erneut eingezogen. 
Als mit dem Münchener Abkommen 1938 das Sudetenland an den NS-Staat angegliedert wurde, emigrierte Exler nach Finnland. Im Winterkrieg 1939/40 kämpfte er mit der Finnischen Armee gegen die Sowjetunion. Er ging nach dem deutschen Überfall auf die Sowjetunion 1941 nach Schweden. Als Arbeiter erlitt er einen Arbeitsunfall und studierte danach mit Unterstützung der Sozialdemokratischen Arbeiterpartei Schwedens an der Universität Uppsala. 1942 ging er nach Großbritannien und schloss sich den sudetendeutschen Emigranten um Wenzel Jaksch an. Diese standen unter dem politischen Druck der von der tschechoslowakischen Exilregierung Edvard Beneš geplanten Vertreibung der Deutschsprachigen aus der Nachkriegstschechoslowakei. Um die Widerstandsgruppen gegen den Nationalsozialismus zu stärken, sprang er am 4. Mai 1944 als Agent des britischen Special Operations Executive (SOE) mit zwei weiteren sudetendeutschen Sozialisten bei Binsdorf im oberen Elbetal mit dem Fallschirm ab. Die Operation scheiterte, denn die sudetendeutschen Widerständler waren weitgehend isoliert und zu schwach. Im März 1945 wurde Exler in Wien von der Gestapo festgenommen. Er war bis Kriegsende in Reichenberg und im KZ Leitmeritz inhaftiert und entkam nur knapp der Hinrichtung.
Nach seiner Vertreibung aus der Tschechoslowakei war Exler ab 1946 im Nachkriegswestdeutschland als Journalist bei der Neuen Ruhr Zeitung und ab 1949 bei der Hannoverschen Presse tätig. Der SPD-Parteivorstand holte ihn 1951 als Redakteur in den Sozialdemokratischen Pressedienst nach Bonn, wo er bis 1973 tätig war.   
Exler erhielt 1950 die King’s Medal for Courage, 1973 den Wenzel-Jaksch-Gedächtnispreis der Seliger-Gemeinde und 1986 das Bundesverdienstkreuz 1. Klasse.

## Schriften (Auswahl)
- Das grosse Wagnis : Ein Rettungsversuch für die unfreie Heimat. Stuttgart : Seliger-Archiv, 1965
  - Tyskt motst°and i Skandinavien : Ett räddningsförsök med livet som insats. Treuegemeinschaft sudetendeutscher Sozialdemokraten i Skandinavien. Stuttgart : Seliger-Archiv, 1966